# المعهد الوطني للدراسات الديموغرافية
المعهد الوطني للدراسات الديموغرافية (INED) هي مؤسسة فرنسية متخصصة في البحوث العامة في الديموغرافيا والدراسات السكانية بشكل عام. موقعها على شبكة الإنترنت يتيح الوصول إلى online1 موجز المنشورات والوثائق وسطها.

## التأسيس
تم إنشاء INED حسب وصفة رقم 45-2499 بتاريخ 24 أكتوبر 1945. جاءت المبادرة من طبيب الأطفال العام روبرت ديبرى (1882-1978)، الذي أرسل في يناير 1944 فرنسي جنة التحرير الوطني تقرير الجزائر في إضفاء الطابع المؤسسي على الديموغرافيا. عام ديغول عهد اتجاه اقتصادي إحصائي-المعهد الجديد ألفريد، مؤلف من الخطوات الأولى في عام 1938 لدعم ولادة مستشارا للرئيس مجلس بول رينو. INED باسترداد مؤسسة المحلية الفرنسية لدراسة المشاكل الإنسانية الدكتور كاريل وحوالي 7% من موظفي المؤسسة، التي شملت فقط الديموغرافيا قليلة.
لعام 1945 يحدد مهمة المعهد: "INED هو دراسة المشاكل الديموغرافية في جميع جوانبها. قد تحقيقا لهذه الغاية، ومعهد يجمع الوثائق ذات الصلة، والتحقيقات المفتوحة، وتجري التجارب واتبع التجارب في الخارج، ودراسة الوسائل المادية والمعنوية المساهمة في النمو الكمي والتحسين النوعي السكان وتوفير توزيع المعرفة الديموغرافية.

## إعادة تعريف البعثات في عام 1986
المرسوم رقم 86-382 من 12 مارس 1986 إلغاء INED 1945 ويحول إلى مؤسسة عامة العلمي والتكنولوجي (EPST)، وهو مركز مشابه لذلك من CNRS، INRA، في INSERM أو IRD (السابق ORTSOM). معهد، والتي تعتمد حتى الآن الوزارات الاجتماعية، والآن تحت إشراف وزارة البحوث الأساسية (التي تكافئ ضباط الأركان). ويكفل المزيد من الوصاية من قبل وزارتي إحصاءات السكان والصحة (الشؤون الاجتماعية، والصحة أو العمل، وفقا للحكومة).
مع المرسوم 1986، والهدف يختفي إنجاب 1945، INED التي تتمثل مهمتها في تطوير ونشر المعرفة لصالح الديموغرافية التقدم الاقتصادي والاجتماعي بشكل عام. بموجب المرسوم 1986، وتعرف مهام المعهد على النحو التالي:
تهدف جميع البحوث "بدأ، ويطور ويعزز من تلقاء نفسها أو بناء على طلب من الحكومة، لدراسة السكان في جميع نواحي:
- يقيم ما، تنفيذ جميع البحوث ذات الصلة بعلوم السكان ومساهمته في التنمية الاقتصادية والاجتماعية والثقافية.
- جمع ومركزية ويعزز العمل العام الأبحاث الفرنسية والأجنبية في نطاقها، لا سيما أنه من الحكومة والجمهور على علم المعرفة.
- ويساعد في التدريب على البحوث والبحوث في مجالات اختصاصها.
- ويوفر المعلومات للجمهور حول القضايا السكانية.
- ويوفر التوزيع الدولي للعمل السكاني في الترويج لاستخدام اللغة الفرنسية.